# Antoine Rivaroli
Antoine Rivaroli detto il conte di Rivarol (Bagnols-sur-Cèze, 26 giugno 1753 – Berlino, 11 aprile 1801) è stato uno scrittore, giornalista e aforista francese di origine italiana (piemontese).

## Biografia
Antoine Rivaroli, noto come il conte di Rivarol o di Rivaroli, nasce a Bagnols-sur-Cèze, in Linguadoca, Francia, il 26 giugno del 1753. Di origini italiane, la famiglia proveniva dal Piemonte, fu un esperto linguista, scrittore e giornalista, saggista, oltre che brillante polemista del XVIII secolo.
Nel periodo della Rivoluzione francese si oppose ai moti popolari, schierandosi apertamente con i reali di Francia e a favore del ripristino dell'ordinamento monarchico, nonostante le sue origini fossero umili. Suo padre era un oste, ed egli era il primogenito di sedici figli. Studia in seminario e al termine della sua formazione svolge opera di istitutore.
Nel 1777 Antoine si trasferisce a Parigi, dove frequenta l'alta società fingendosi conte. Si occupa con grande dispiego di energie della lingua francese, approfondisce la conoscenza della Divina Commedia, e si dedica alla ricerca storica d'ambito romano.
Nel 1782 pubblica la sua prima opera compiuta Le chou et le navet, una parodia dei Jardins di Jacques Delille. Segue il Discours sur l'universalité de la langue française, datato 1784, con il quale partecipa ad un concorso a premi indetto dall'Accademia di Berlino che aveva proposto la risposta ai quesiti: Che cosa ha reso universale la lingua francese? Perché merita questo privilegio? C'è da presumere che lo manterrà?.
Nel 1785 traduce in francese l'Inferno di Dante Alighieri. La fama gli giunge nel 1788 con l'opera scandalosa Petit almanach de nos grands hommes (“Piccolo almanacco dei nostri grandi uomini”), scritto con de Champcenetz: una carrellata satirica di alcune personalità dell'epoca, dedicata “agli Dèi sconosciuti”. In questi anni collabora alla rivista letteraria Mercure de France e dal 1790 prende parte, in veste di polemista, alle pubblicazioni delle testate Journal politique National e Actes des Apotres.
Nel 1790 pubblica Petit dictionnaire des grandes hommes de la Révolution, ovvero Il piccolo dizionario dei grandi uomini della Rivoluzione, dove è ben espressa la sua opposizione al nuovo ordine rivoluzionario: vengono messi alla berlina personaggi come Maximilien de Robespierre, Jean-Paul Marat e Georges Jacques Danton.
Nel 1792 abbandona Parigi per Bruxelles, su consiglio di Luigi XVI, sfuggendo in tal modo agli uomini di Robespierre.
A Bruxelles, Antoine incontra il legittimista e romantico Chateaubriand, come testimoniato da quest'ultimo nelle Memorie d’oltretomba.
Muore il 11 aprile 1801 a Berlino.

## Opere
- Lettre critique sur le poème des Jardins, suivie du Chou et du navet, 1782.
- Lettre à M. le Président de *** sur le globe airostatique, sur les têtes parlantes et sur l'état présent de l'opinion publique à Paris. Pour servir de suite à la Lettre sur le poème des Jardins, 1783.
- Discours sur l'universalité de la Langue Française , 1784.
- L'Enfer, poème du Dante, traduction nouvelle, 1785.
- Récit du portier du sieur Pierre-Augustin Caron de Beaumarchais, 1787.
- Le Petit Almanach de nos grands hommes, 1788.
- Première lettre à M. Necker, sur l'importance des opinions religieuses, 1788.
- Seconde lettre à M. Necker sur la morale, 1788.
- Le Songe d'Athalie, par M. G. R. I. M. De La R. E. Y. N., avocat au parlement, avec Louis de Champcenetz, 1788.
- Mémoire sur la nature et la valeur de l'argent, 1789.
- Le Petit Almanach de nos grandes femmes, accompagné de quelques prédictions pour l'année 1789, avec Louis de Champcenetz, 1789.
- Journal politique-national des États-Généraux et de la Révolution de 1789, publié par M. l'abbé Sabatier et tiré des Annales manuscrites de M. le Cte de R***, 1789 (trad. it. Antoine Rivarol, Annali della Rivoluzione francese. Dagli Stati Generali alle giornate d'ottobre, cura di Massimo Carloni, Aragno, Torino, 2016).
- Adresse à MM. les impartiaux ou Les amis de la paix réunis chez monseigneur le duc de La Rochefoucault, 1789.
- Petit dictionnaire des grands hommes de la révolution, par un citoyen actif, ci-devant rien, avec Louis de Champcenetz, 1790.
- Triomphe de l'anarchie, 1790.
- Épître de Voltaire à Mlle Raucour [sic], actrice du Théâtre-français, 1790.
- Le Petit Almanach de nos grands-hommes; pour l'année 1790, 1790.
- Réponse à la réponse de M. de Champcenetz au sujet de l'ouvrage de madame la B. de S*** sur Rousseau, 1790.
- Essai sur la nécessité du mal, tant physique que moral, politique et religieux, par Soame Jenyns,... traduit de l'anglais, 1791.
- De la Vie politique, de la fuite et de la capture de M. La Fayette. Morceau tiré de l'"Histoire de la révolution", 1792.
- Lettre à la noblesse française, au moment de sa rentrée en France sous les ordres de M. le duc de Brunswick, généralissime des armées de l'Empereur et du Roi de Prusse, 1792.
- Le Petit Almanach des grands spectacles de Paris, 1792.
- Adresse du peuple belge, à S. M. l'Empereur, 1793.
- Histoire secrète de Coblence dans la révolution française, 1795.
- Tableau historique et politique des travaux de l'Assemblée constituante, depuis l'ouverture des États généraux jusqu'après la journée du 6 octobre 1789, 1797.
- Discours préliminaire du ″Nouveau dictionnaire de la langue française″, 1797.